# Muttahida-Qaumi-Bewegung
Die Muttahida-Qaumi-Bewegung (Urdu متحدہ قومی موومنٹ Muttaḥidah Qọ̄mī Mūwmaṅṫ (MQM), deutsch ‚Vereinigte Volksbewegung‘) ist eine liberale Partei in Pakistan und zugleich die Interessenvertretung der Minderheit der Muhajir. 

## Geschichte

### Gründung
Die Partei wurde 1984 von Altaf Hussain und Imran Farooq gegründet. Die MQM hat in Karatschi maßgeblichen Einfluss. Der Mord an einem ihrer Parteiführer führte im August 2010 zu Unruhen in der Stadt, die 45 Tote zur Folge hatten.
Auch am 20. und 21. März 2011 kam es nach der Ermordungen eines MQM-Mitglieds zu Kämpfen zwischen MQM-Mitgliedern und Angehörigen der Minderheit der Paschtunen in Karatschi. Dabei gab es mindestens 16 Tote innerhalb von 24 Stunden.

### Regierung unter Yousaf Raza Gilani
Nach den Parlamentswahlen 2008 trat die MQM einer Koalitionsregierung aus Pakistanischer Volkspartei (PPP), Muslimliga (PML-N) und weiteren kleinen Parteien unter Ministerpräsidenten Yousaf Raza Gilani bei. Diese trat im Frühling 2008 die Arbeit an.
Am 2. Januar 2011 trat die MQM aus der pakistanischen Regierung unter Ministerpräsidenten Yousaf Raza Gilani aus. Als Grund wurden schlechte Leistungen der Regierung, ausbleibende Erfolge im Kampf gegen gewalttätige Islamisten, die hohe Inflation sowie die Korruption angeführt. Als letztendlicher Auslöser werden die 9-prozentigen Preiserhöhungen auf Benzin und Kerosin Anfang des Jahres genannt. Fünf Tage später, am 7. Januar, gab die MQM bekannt, wieder der Regierung beizutreten. Die Preiserhöhungen waren zuvor zurückgenommen worden.

### Wahlen 2013
Bei den Parlamentswahlen 2013 verlor die MQM 2 Sitze (von 25 auf 23) und 2 Prozent Stimmanteil (von 7,4 auf 5,4).